# Resavac
Resavac (cyr. Ресавац) – wieś w Bośni i Hercegowinie, w Republice Serbskiej, w gminie Srbac. W 2013 roku liczyła 196 mieszkańców.